# Olympische Sommerspiele 2012/Radsport – Keirin (Frauen)
Das Keirinrennen der Frauen bei den Olympischen Spielen 2012 in London fand am 3. August 2012 im Lee Valley VeloPark statt.
Olympiasiegerin wurde Victoria Pendleton aus Großbritannien. Silber gewann die Chinesin Guo Shuang und Bronze sicherte sich Lee Wai-sze aus Hongkong.

## Ergebnisse

### 1. Runde
Die zwei Bestplatzierten jeden Laufes qualifizierten sich direkt für die zweite Runde, die übrigen Athletinnen hatten die Möglichkeit, sich über den Hoffnungslauf für die zweite Runde zu qualifizieren.

#### Lauf 1
| Rang | Athletin              | Nation      |
| ---- | --------------------- | ----------- |
| 1    | Kristina Vogel        | Deutschland |
| 2    | Jekaterina Gnidenko 1 | Russland    |
| 3    | Lisandra Guerra       | Kuba        |
| 4    | Juliana Gaviria       | Kolumbien   |
| 5    | Monique Sullivan      | Kanada      |
| 6    | Clara Sanchez         | Frankreich  |

#### Lauf 2
| Rang | Athletin           | Nation         |
| ---- | ------------------ | -------------- |
| 1    | Victoria Pendleton | Großbritannien |
| 2    | Anna Meares        | Australien     |
| 3    | Natasha Hansen     | Neuseeland     |
| 4    | Fatehah Mustapa    | Malaysia       |
| 5    | Ljubow Bassowa     | Ukraine        |
| 6    | Willy Kanis        | Niederlande    |

#### Lauf 3
| Rang | Athletin           | Nation    |
| ---- | ------------------ | --------- |
| 1    | Guo Shuang         | China     |
| 2    | Simona Krupeckaitė | Litauen   |
| 3    | Daniela Larreal    | Venezuela |
| 4    | Lee Wai-sze        | Hongkong  |
| 5    | Lee Hye-jin        | Südkorea  |
| 6    | Olga Panarina      | Belarus   |

### Hoffnungsläufe 1. Runde
Die drei Bestplatzierten eines jeden Laufes qualifizierten sich für die zweite Runde.

#### Lauf 1
| Rang | Athletin         | Nation      |
| ---- | ---------------- | ----------- |
| 1    | Lee Wai-sze      | Hongkong    |
| 2    | Willy Kanis      | Niederlande |
| 3    | Monique Sullivan | Kanada      |
| 4    | Lisandra Guerra  | Kuba        |
| 5    | Olga Panarina    | Belarus     |
| 6    | Juliana Gaviria  | Kolumbien   |

#### Lauf 2
| Rang | Athletin        | Nation     |
| ---- | --------------- | ---------- |
| 1    | Clara Sanchez   | Frankreich |
| 2    | Natasha Hansen  | Neuseeland |
| 3    | Daniela Larreal | Venezuela  |
| 4    | Ljubow Bassowa  | Ukraine    |
| 5    | Fatehah Mustapa | Malaysia   |
| 6    | Lee Hye-jin     | Südkorea   |

### 2. Runde
Die besten drei Athletinnen eines jeden Laufs qualifizierten sich für das Finale. Die übrigen Athletinnen fuhren um die Plätze sieben bis zwölf.

#### Lauf 1
| Rang | Athletin           | Nation      |
| ---- | ------------------ | ----------- |
| 1    | Anna Meares        | Australien  |
| 2    | Monique Sullivan   | Kanada      |
| 3    | Lee Wai-sze        | Hongkong    |
| 4    | Willy Kanis        | Niederlande |
| 5    | Simona Krupeckaitė | Litauen     |
| 6    | Kristina Vogel     | Deutschland |

#### Lauf 2
| Rang | Athletin              | Nation         |
| ---- | --------------------- | -------------- |
| 1    | Victoria Pendleton    | Großbritannien |
| 2    | Clara Sanchez         | Frankreich     |
| 3    | Guo Shuang            | China          |
| 4    | Jekaterina Gnidenko 2 | Russland       |
| 5    | Natasha Hansen        | Neuseeland     |
| 6    | Daniela Larreal       | Venezuela      |

### Finale

#### Finale (Plätze 7–12)
| Rang | Athletin              | Nation      |
| ---- | --------------------- | ----------- |
| 7    | Simona Krupeckaitė    | Litauen     |
| 8    | Jekaterina Gnidenko 3 | Russland    |
| 9    | Daniela Larreal       | Venezuela   |
| 10   | Kristina Vogel        | Deutschland |
| 11   | Natasha Hansen        | Neuseeland  |
| 12   | Willy Kanis           | Niederlande |

#### Finale (Plätze 1–6)
| Rang | Athletin           | Nation         |
| ---- | ------------------ | -------------- |
| 1    | Victoria Pendleton | Großbritannien |
| 2    | Guo Shuang         | China          |
| 3    | Lee Wai-sze        | Hongkong       |
| 4    | Clara Sanchez      | Frankreich     |
| 5    | Anna Meares        | Australien     |
| 6    | Monique Sullivan   | Kanada         |